# Tiszaeszlár
Tiszaeszlár község Szabolcs-Szatmár-Bereg vármegyében, a Tiszavasvári járásban. 5453 hektáros kiterjedésével a megye legnagyobb közigazgatási területű községe.

## Fekvése
Tokajtól délre fekszik, a Tisza bal (keleti) partján. A legközelebbi szomszédja a tőle északra fekvő Tiszanagyfalu; további határos települések: kelet felől Nyírtelek, délkelet felől Nagycserkesz, délnyugat felől Tiszalök, nyugat felől pedig a Tisza túlpartján fekvő Tiszaladány.

### Megközelítése
Főutcája a 3633-as út, azon érhető el rakamaz-Tiszanagyfalu és Tiszalök felől is; Nagycserkesszel a 3634-es út köti össze, és erről az útról közelíthető meg, a 36 123-as számú mellékúton Bashalom nevű különálló településrésze is.
A hazai vasútvonalak közül a Ohat-Pusztakócs–Görögszállás-vasútvonal érinti, melynek két megállási pontja van itt: Tiszaeszlár megállóhely a központjától 4 kilométerre délkeletre, a 3634-es út vasúti keresztezése közelében – közúti elérését az abból északnak kiágazó 36 316-os számú mellékút biztosítja –, valamint Bashalom megállóhely a névadó településrész nyugati szélén, a 36 123-as számú mellékút végpontjánál.

## Nevének eredete
A török eredetű, honfoglalás kori úz népnévből képzett helynév Azlar, Uzlar, Ozslar alakokban fordul elő az oklevelekben.

## Története
Első említése 1220-ból való.
1261-ig egri egyházi birtok volt, ekkor cserélte el az egri püspök Karászi Sándor bán Eger környéki birtokaiért. A 14. századtól a 18. századig több család (Biri, Doby, Lónyay, Sztritey, Újfalussy, Tatay, Chernel, Péchy, Ibrányi, Teleky, Zoltán) birtokolta részlegesen, köztük leghosszabban a Kállayak voltak a földesurai. A török hódoltság alatt elnéptelenedett, a 17. század elején 49 lelket számláló faluba Bocskai István szabad hajdúkat telepített.
A tiszai árvizek miatt 1858-ban kezdett épülni az Ófalunak nevezett Eszlártól délre, magasabban fekvő Újfalu, ahová 1890-re a község egészében átköltözött, ma is itt fekszik.
1882-ben a tiszaeszlári per következtében került a település a köztudatba.

## Közélete

### Polgármesterei
| Polgármester | Polgármester | Polgármester         |
| ------------ | ------------ | -------------------- |
| 1990–1994    | Jármy Ferenc | független            |
| 1994–1998    | Jármy Ferenc | független            |
| 1998–2002    | Juhász Imre  | független            |
| 2002–2006    | Juhász Imre  | független            |
| 2006–2010    | Nagy Tibor   | Tiszaeszlárért, ÖTJE |
| 2010–2014    | Nagy Tibor   | Tiszaeszlárért, ÖTJE |
| 2014–2019    | Nagy Tibor   | MIÉP                 |
| 2019–2024    | Vajda László | független            |
| 2024–        | Vajda László | Fidesz-KDNP          |

## Népesség
A település népességének változása:
| Lakosok száma | 2572 | 2553 | 2575 | 2340 | 2425 | 2350 | 2339 |
|               | 2013 | 2014 | 2015 | 2021 | 2022 | 2023 | 2024 |

2001-ben a település lakosságának 96%-a magyar, 4%-a cigány nemzetiségűnek vallotta magát.
A 2011-es népszámlálás során a lakosok 91,6%-a magyarnak, 15,9% cigánynak, 3,1% németnek, 0,2% románnak mondta magát (8,4% nem nyilatkozott; a kettős identitások miatt a végösszeg nagyobb lehet 100%-nál). A vallási megoszlás a következő volt: római katolikus 32,9%, református 35,5%, görögkatolikus 9,6%, evangélikus 0,5%, felekezeten kívüli 6,8% (13,6% nem válaszolt).
2022-ben a lakosság 90,8%-a vallotta magát magyarnak, 16% cigánynak, 0,2% ukránnak, 0,1% szlováknak, németnek és románnak, 0,7% egyéb, nem hazai nemzetiségűnek (9,2% nem nyilatkozott; a kettős identitások miatt a végösszeg nagyobb lehet 100%-nál). Vallásuk szerint 19,8% volt római katolikus, 31,4% református, 8,1% görög katolikus, 0,8% egyéb keresztény, 0,5% evangélikus, 10,8% felekezeten kívüli (28,4% nem válaszolt).

## Nevezetességei
- A tiszaeszlári Tájház, amelyben hagyományos kézműves eszközök, mezőgazdasági szerszámok gyűjteménye látható.
- Vajda László kovács, Király Zsiga-díjas népi iparművész Aradi utcai műhelye.
- A Tiszaeszlárhoz tartozó, tőle keletre fekvő Bashalom puszta temetőjében 1947-ben aranyozott ezüst tarsolyvereteket találtak. A régészeti leletet a Magyar Nemzeti Múzeum leltárba vette. A területen bronzkori, 3-4. és 11-13. századi leleteket is találtak.
- Solymosi Eszter síremléke, melyet egy Spanyolországban élő magyar házaspár állíttatott. 2003. szeptember 11-én Csurka István pártelnök és több száz MIÉP-es a per százhuszadik évfordulójára emlékezve megkoszorúzta a síremléket.
- A Trianon emlékművet 2014-ben emelték.

## Ismert emberek
- Itt született 1904. december 1-jén Török István református teológus, egyetemi tanár.
- Itt született 1925. november 7-én Skarbit András, Korniss Péter Kossuth és Pulitzer-díjas fotós egyik legnagyobb hatású munkájának, "A Vendégmunkás" című szocio-fotó albumának főszereplője.

## Külső hivatkozások
- Tiszaeszlár önkormányzatának honlapja